# Muralla cristiana de Madrid

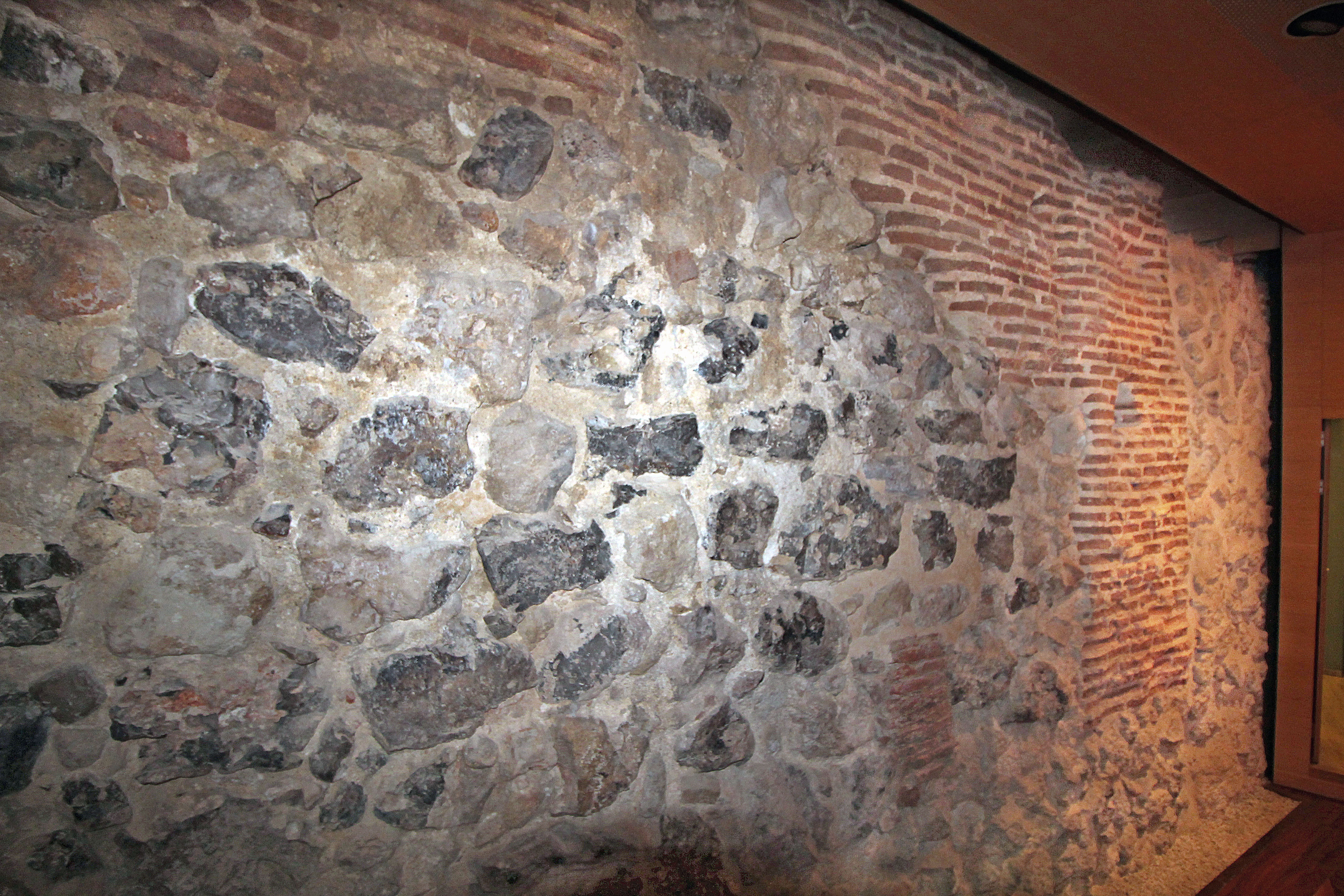
Restos de la muralla cristiana conservados dentro del antiguo palacio del marqués de Villafranca (calle de Don Pedro, 10).

La muralla cristiana de Madrid, también conocida como muralla medieval, fue edificada en esta ciudad española entre los siglos XI y XII, una vez que la villa pasó a la Corona de Castilla.
Fue construida como una ampliación del primitivo recinto amurallado (siglo IX), de origen musulmán, para dar cabida a los nuevos barrios surgidos tras la conquista cristiana. Con el establecimiento de la Corte en 1561, quedó en desuso, demoliéndose prácticamente en su totalidad.
Aún se conservan algunos restos, integrados en la estructura de diversos edificios del Madrid de los Austrias, nombre con el que se designa al centro histórico de la ciudad.
Los más importantes se encuentran en la calle de los Mancebos, en la de Don Pedro, en la del Almendro, en la de Escalinata, en la del Espejo, en la de Mesón de Paños y en la Cava Baja, así como en la plaza de Isabel II y en el aparcamiento subterráneo de la plaza de Oriente. Los vestigios que aún se mantienen en pie fueron declarados Monumento Histórico-Artístico en el año 1954.

## Historia

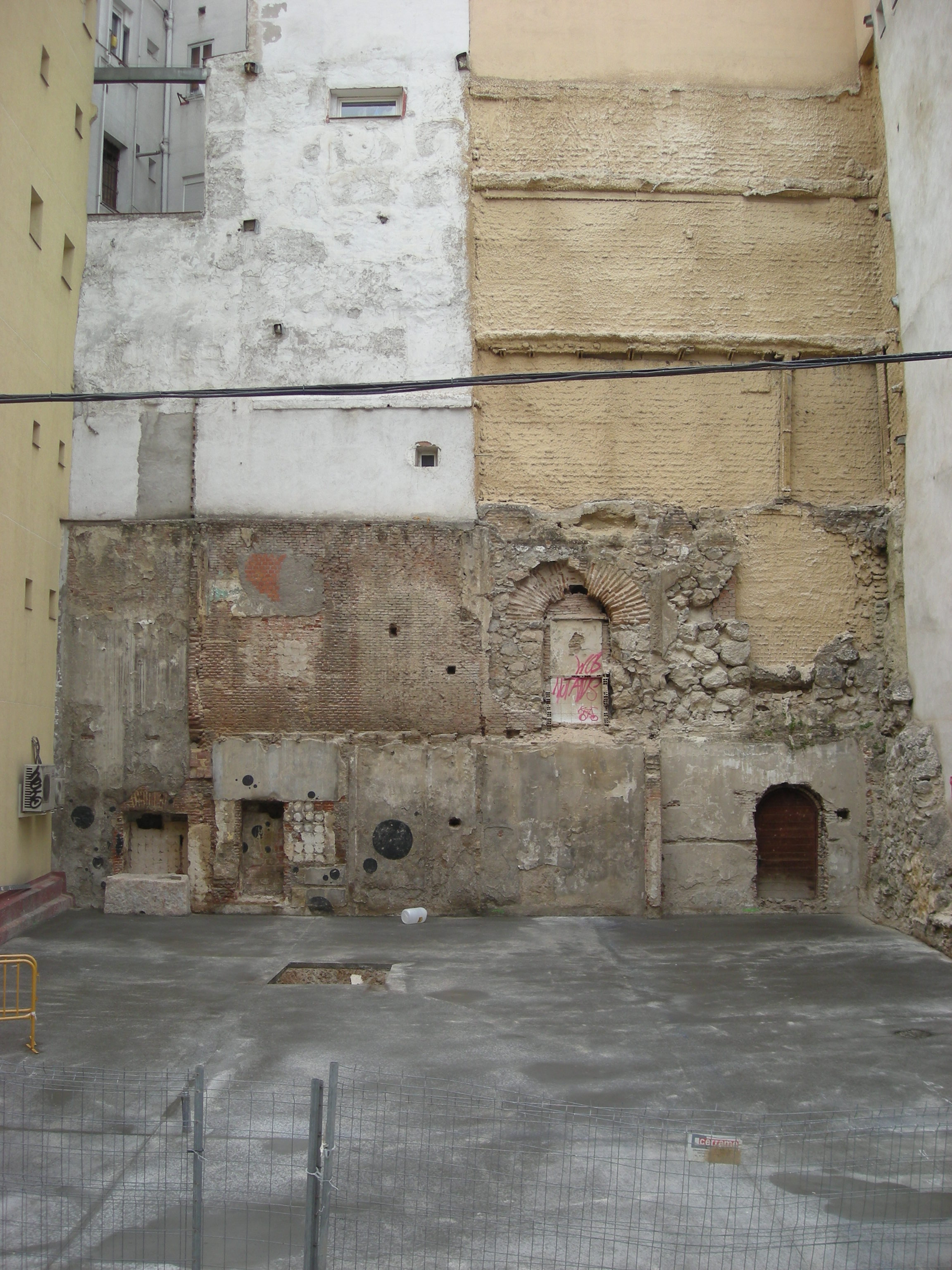
Paño de la muralla en la calle Escalinata (inmediaciones de la Plaza de Isabel II).

La tradición atribuye al rey Alfonso VII de Castilla (1126–1157) su construcción, si bien cabe suponer que las obras se iniciaron antes de su reinado, en los años inmediatamente posteriores a la conquista cristiana de Madrid (1083), en tiempos de Alfonso VI (1040–1109).
A principios del siglo xiii, la muralla aún no estaba concluida, tal y como se recoge en el Fuero de Madrid de 1202: «todas las caloñas del Concejo inviértanse en la obra de la muralla hasta que se termine». Diferentes documentos municipales hacen pensar que pudo finalizarse en la segunda década del siglo xiii.

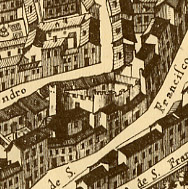
En el plano de Madrid de Pedro Teixeira (1656), se aprecian algunos restos de la muralla cristiana, caso de esta fortificación situada entre la calle del Almendro y la Cava Baja.

La función defensiva que la muralla desempeñó tras la Reconquista, como consolidación de las plazas arrebatadas por los cristianos a los musulmanes, y durante el proceso de repoblación cristiana fue desdibujándose en los siglos xiv y xv.
El notable crecimiento urbanístico experimentado por Madrid, con el desarrollo de nuevos arrabales más allá del recinto amurallado, motivaron su demolición, especialmente a partir del siglo xvi, con la designación de la ciudad como capital de España.

## Características

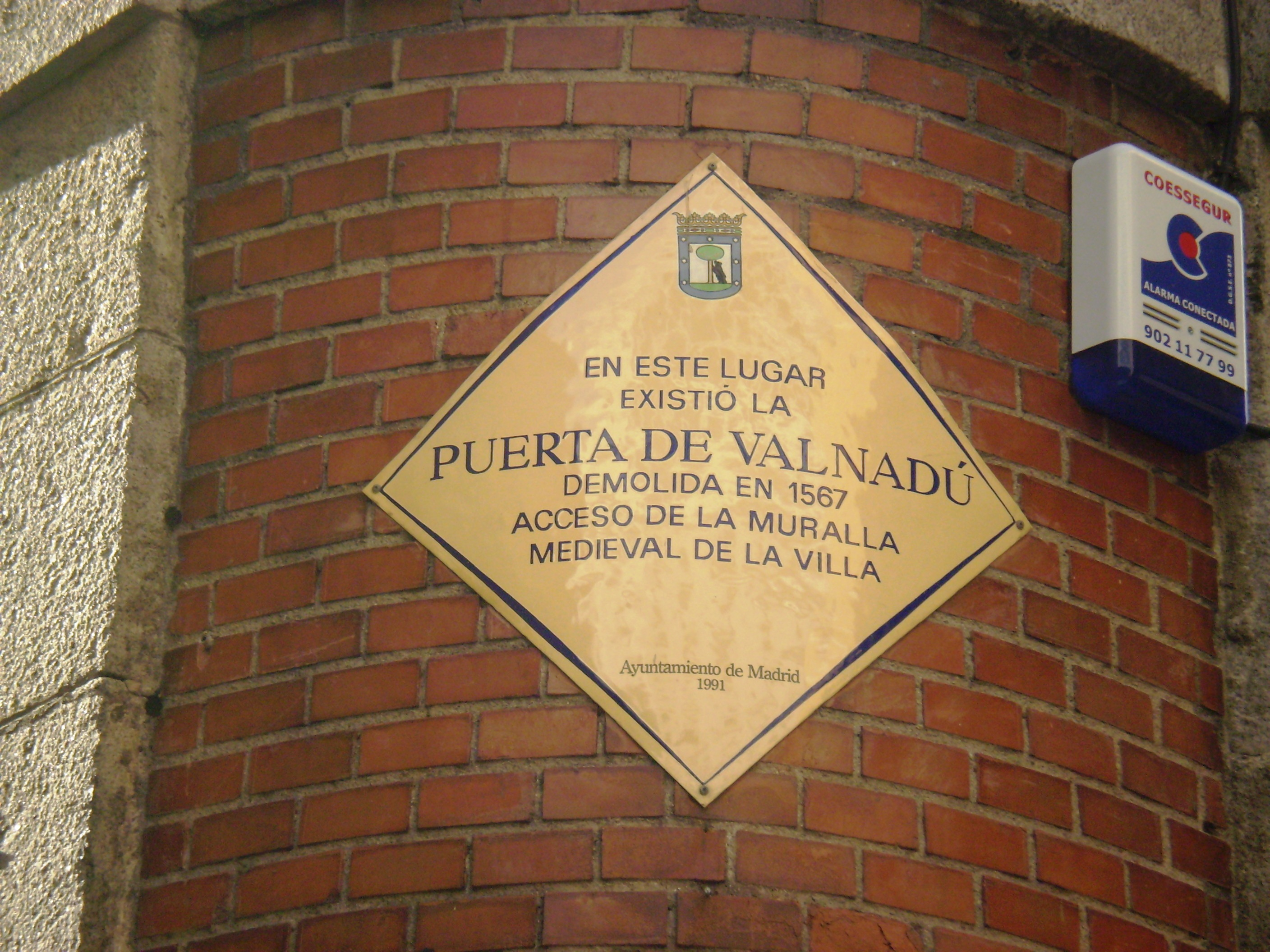
Cartel conmemorativo situado en la confluencia de las calles de la Unión y de Vergara, en el que se recuerda que, en torno a ese lugar, estuvo la Puerta de Valnadú.

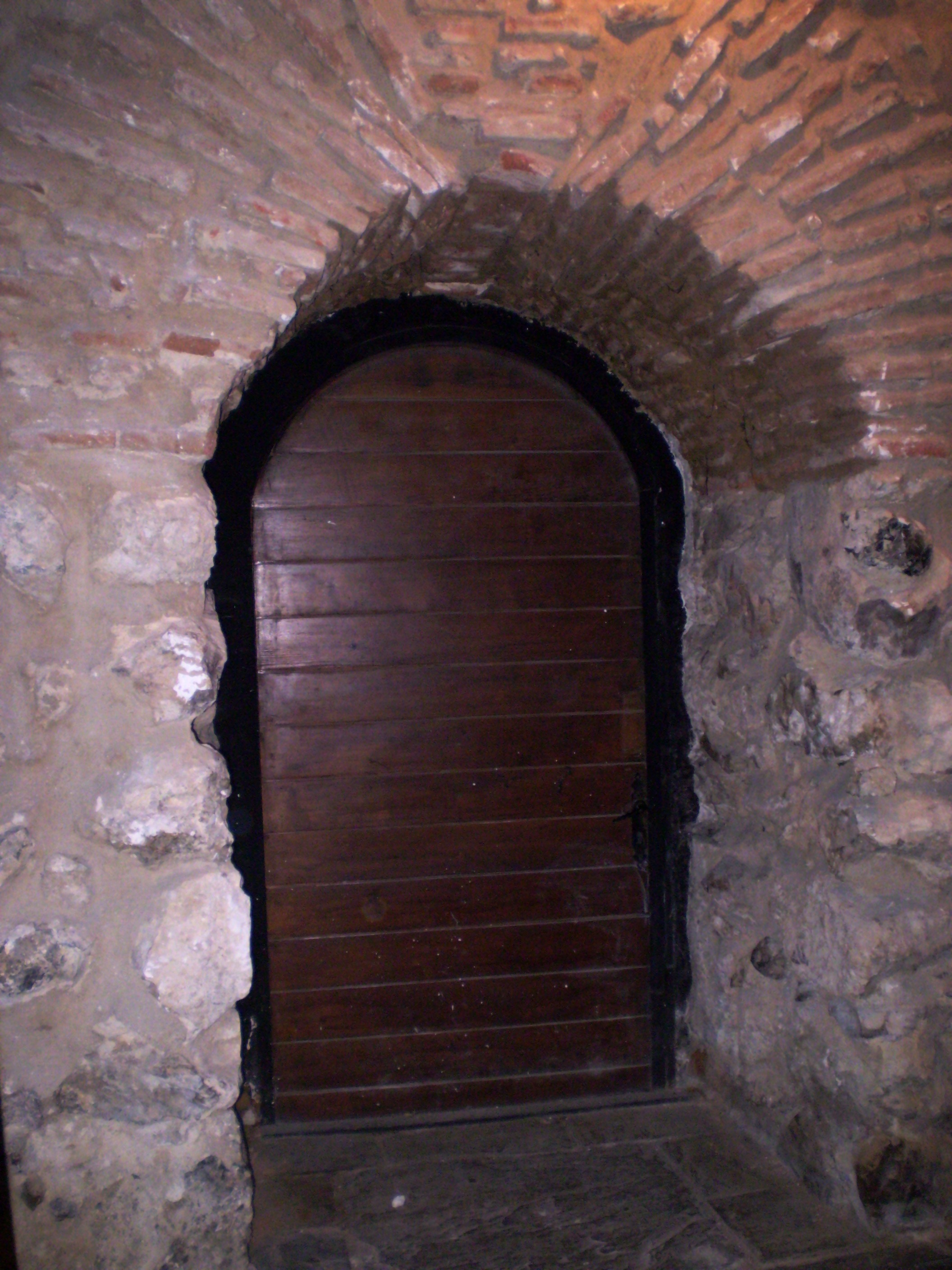
Este arco tardomedieval de la muralla cristiana se exhibe en el sótano de un restaurante, en el número 3 de la plaza de Isabel II.

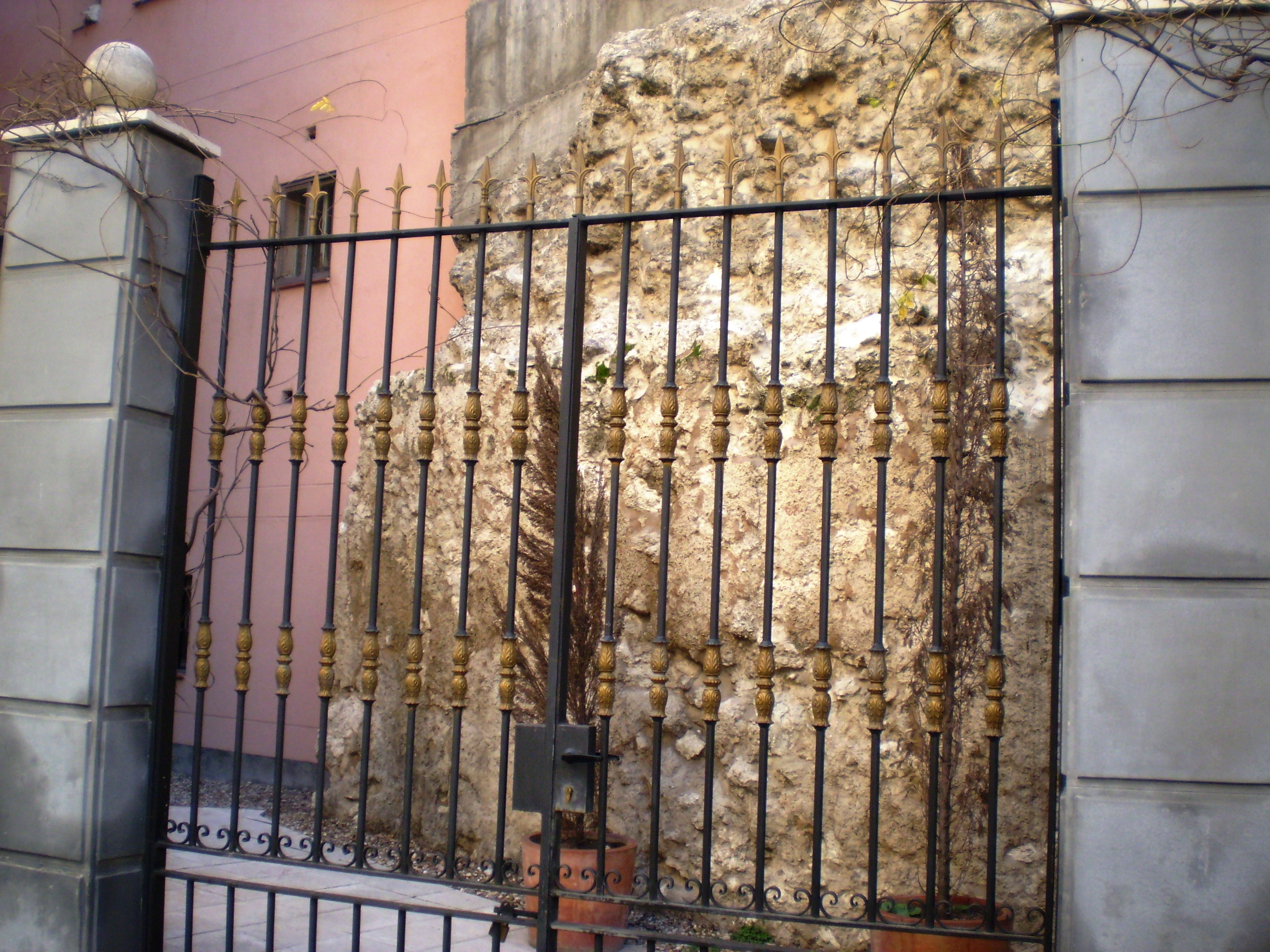
Restos de la muralla en la calle de los Mancebos.

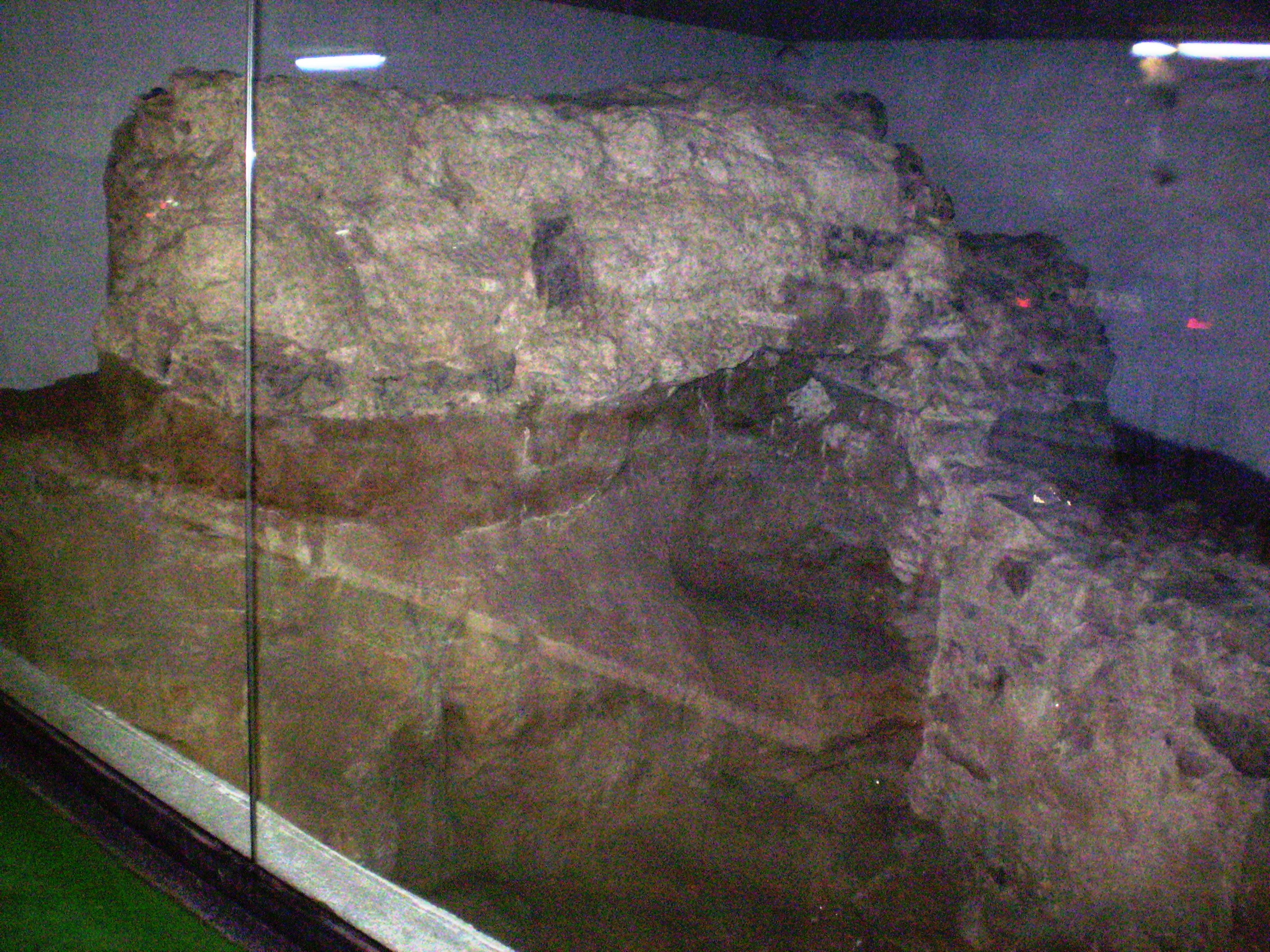
Cimientos de la Torre de los Huesos, en el aparcamiento subterráneo de la plaza de Oriente. Construida en caliza y sílex, fue construida en el por la población musulmana e integrada posteriormente en la muralla cristiana.

La muralla cristiana de Madrid protegía un recinto de algo más de 33 hectáreas, ocho veces mayor que el espacio comprendido dentro de la primitiva muralla musulmana, de unas 4 hectáreas. Tenía una longitud aproximada de 2200 metros.
A diferencia del recinto amurallado árabe, estructurado en torres cuadrangulares, el cristiano se articuló a partir de torreones semicirculares, sobre paños de pedernal. Las propiedades de esta piedra (que, al ser golpeada, provoca chispas) dieron origen a uno de los lemas históricos de la ciudad: «fui sobre agua edificada, mis muros de fuego son».
Se estima que podía haber entre 130 y 140 torres, una cada 10 o 15 metros. La muralla estaba rodeada de un foso exterior, en buena parte de su perímetro, como avala la toponimia de algunas vías madrileñas. Las calles de la Cava Alta, de la Cava Baja o de la Cava de San Miguel fueron trazadas sobre este foso o cava, una vez que quedó cegado.
Constaba de cuatro accesos, construidos en recodo, cada uno de ellos protegido por la proximidad de una o varias torres fuertes. No se conserva ningún resto arqueológico de los mismos:
- La Puerta de Guadalajara era la principal de la villa y la más suntuosa, dada su ubicación en un lugar de gran tránsito comercial, a la altura del número 49 de la actual calle Mayor. Estaba integrada por dos grandes torres, entre las cuales se extendía el arco de acceso. El emperador Carlos I (1500–1558) ordenó, hacia 1535, la demolición de la primitiva puerta medieval y su sustitución por una nueva, con tres arcos y más ornamental, que desapareció en un incendio acaecido el 2 de septiembre de 1582.

- La Puerta de Valnadú (en otras tipografías, Balnadú) estaba posiblemente situada en el centro de la manzana definida por las calles de Lepanto, Carlos III y Vergara, en las proximidades del Teatro Real.

- La Puerta de Moros se abría al sur sobre la actual plaza del Humilladero, entre las calles del Almendro y la Cava Baja. Fue destruida en 1412 durante una sublevación.

- La Puerta Cerrada, localizada en la plaza homónima, se llamó inicialmente de la Culebra, por el relieve de dragón esculpido en la misma. La denominación que ha llegado a nuestros días surgió tras ser clausurada, dados los frecuentes delitos y asaltos que tenían lugar en su interior. Estaba flanqueada por la Torre del Vinagre y fue demolida en 1569, con ocasión de la entrada en la ciudad de Isabel de Valois, esposa de Felipe II.

A estos cuatro accesos se le añadían los tres de la primitiva muralla musulmana: el Arco de Santa María, la Puerta de la Vega y la Puerta de la Sagra.
Junto a la muralla, fueron levantadas varias torres albarrana y atalayas, que tenían una ubicación estratégica. Entre ellas, cabe destacar la Torre de Alzapierna o de Gaona, que tenía como función vigilar las fuentes de los Caños del Peral (en la actual plaza de Isabel II). La Torre de los Huesos, erigida en el siglo XI por la población musulmana, fue incorporada en la muralla cristiana, para proteger la Puerta de Valnadú. Los restos de esta última se exhiben en el aparcamiento subterráneo de la plaza de Oriente.

### Vestigios más relevantes
Los restos más relevantes de la muralla cristiana de Madrid están integrados en diversos edificios e infraestructuras urbanas. En la mayoría de los casos, su acceso es muy restringido, dado el carácter privado de los bloques de viviendas donde se localizan:
- Cava Baja. En el número 30 de esta vía, puede verse un fragmento de la muralla cristiana de aproximadamente 20 m de largo por 11 m de alto. Está en el patio interior de una finca y sólo se mantiene en pie la mitad intramuros de la fábrica. A la altura de los números 22 y 24 de la misma calle, se sitúan un tramo de cimentación y el arranque de un torreón semicircular. Sin salir de la Cava Baja, en el número 10, existe un lienzo de 7 m de longitud y una altura variable entre 1 y 4 m, además de las ruinas de un torreón semicilíndrico.

- Calle del Almendro. De 16 m de largo por 11 m de ancho es el tramo que se conserva en el número 17 de esta vía. Está ubicado al fondo de un solar y es visible desde la calle, a través de una verja.

- Plaza de Puerta Cerrada. En los números 4 y 6 de la plaza, se encuentra un trozo de muralla. Se trata del fragmento más completo que se conserva, pues llega hasta la coronación. Incluso son visibles el adarve y el pretil. También hay restos de una torre.

- Plaza de Isabel II. En el número 3 puede contemplarse un lienzo en el sótano de un restaurante de cocina americana, que se exhibe al público dentro de los horarios comerciales del establecimiento. Descubierto en 1991, presenta mampostería de sílex, con dos arcos de ladrillo, probablemente correspondientes a una reforma tardomedieval. En 1990 fue excavada la base de la Torre de Alzapierna o de Gaona, dentro de la estación de metro existente en la citada plaza, pero fue destruida.

- Calle de la Escalinata. Entre 1943 y 1945 se hallaron diferentes vestigios de una torre y de un trozo de muralla en los números 9 y 11 de esta calle, cercana a la plaza de Isabel II.

- Calle del Mesón de Paños. En los números 11, 13 y 15 aparecieron en 1956 diversos restos, muy mal conservados, ya que se procedió a su derribo parcial.

- Calle de los Mancebos. En los números 3 y 5 se encuentran los restos de un silo, con materiales islámicos. Aunque forman parte de la estructura de un edificio, pueden verse desde la calle, a través de una verja de protección.

- Calle de Don Pedro. En el n.º 10 se encuentra el antiguo palacio del marqués de Villafranca, actual sede de la Real Academia de Ingeniería. En su interior se halla un lienzo de más de 20 metros de la muralla. Está realizado en mampostería de sílex unida con argamasa de cal y arena, y tiene 4,5 metros de altura. Tras unas obras en el inmueble completadas en 2009, ha quedado al descubierto e integrado en el resto del palacio.[6]

- Calle del Espejo. En el número 14 se conserva un muro de sillarejo de sílex, de 2'5 m de alto, ubicado en el interior de un garaje, accesible desde la calle de la Escalinata. En el número 10 de esta calle, también hay restos de un torreón semicircular, en su medianería.

- Plaza de Oriente. La base de la Torre de los Huesos, de origen musulmán e integrada por los cristianos en su muralla, se exhibe en el aparcamiento subterráneo de esta plaza, construido en 1996.

- Plaza de los Carros, en La Latina. En 2018 una excavación descubrió restos de lienzos de la muralla cristiana construidos en pedernal y cal, así como una estructura abovedada de ladrillo que podría consistir en una poterna, (en las fortificaciones antiguas, una puerta menor que daba al foso).[7]